# Прокляття Ла Йорони
Прокляття Ла Йорони (англ. The Curse of La Llorona) — американський містичний фільм жахів 2019 року.

## Сюжет
Сюжет фільму засновано за мотивами мексиканської народної казки про жінку-плакальницю (Ла Йорона), яка топить своїх маленьких дітей із помсти чоловікові, що залишив її заради молодшої жінки. У Мексиці історію використовують, аби лякати дітей, щоб ті самі нікуди не ходили, бо Ла Йорона може забрати їх та втопити.
Події фільму відбуваються у 1973 році в Лос-Анджелесі. Анна Гарсіа — соціальний працівник, яка виховує двох дітей. Одного разу вона по роботі починає розслідувати справу, що стосується загадкового вбивства, і незабаром розуміє, що ця справа якимось чином зачіпає життя її родини. Анна звертається до місцевого священника, і той повідомляє, що на її дітей полює Ла Йорона — істота, що топить дітей.

## У ролях
| Актор              | Роль              |
| ------------------ | ----------------- |
| Лінда Карделліні   | Анна Гарсіа       |
| Реймонд Крус       | Рафаель Ольвера   |
| Патрісія Веласкес  | Патріція Альварес |
| Джейні-Лінн Кінчен | Саманта Гарсіа    |
| Роман Хрісту       | Кріс Гарсіа       |
| Марісоль Рамірес   | Ла Йорона         |
| Шон Патрік Томас   | детектив Купер    |
| Тоні Амендола      | отець Перес       |
| ДеЛаРоса Рівера    | Девід Гарсіа      |
| Мадлен МакГроу     | Ейпріл            |
| Сьєра Гоєрманн     | Сем               |
| Софія Санті        | Боканегра         |
| Олівер Александер  | Карлос            |
| Джетан Камарена    | Саймон            |
| Ірен Кенг          | Донна             |